# Plélo
Plélo település Franciaországban, Côtes-d’Armor megyében. Lakosainak száma 3283 fő (2022. január 1.). Plélo Bringolo, Lantic, Plerneuf, Plouvara, Trégomeur, Tréguidel, Trémuson, Tressignaux, Châtelaudren-Plouagat és Pordic községekkel határos.

## Népesség
A település népességének változása:
| Lakosok száma | 2084 | 2177 | 2359 | 3103 | 3301 | 3376 | 3289 | 3242 | 3239 | 3283 |
|               | 1968 | 1982 | 1990 | 2006 | 2013 | 2015 | 2017 | 2019 | 2020 | 2022 |